# Radical 15

Stroke order.

Le radical 15 (冫), qui signifie glace, est un des 23 des 214 radicaux chinois répertoriés dans le dictionnaire de Kangxi composés de deux traits.
Le caractère Unicode de 冫 est 51AB.

## Caractères avec le radical 15
| nombre de traits          | caractères                       |
| ------------------------- | -------------------------------- |
| Sans trait supplémentaire | 冫                               |
| 1 traits supplémentaires  | 习                               |
| 3 traits supplémentaires  | 冬 冭 冮 冯                      |
| 4 traits supplémentaires  | 冰 冱 冲 决 冴                   |
| 5 traits supplémentaires  | 况 冶 冷 冸 冹 冺                |
| 6 traits supplémentaires  | 冻 冼 冽 冾 冿 净                |
| 7 traits supplémentaires  | 凁 凂 凃                         |
| 8 traits supplémentaires  | 凄 凅 准 凇 凈 凉 凊 凋 凌 凍 凎 |
| 9 traits supplémentaires  | 减 凐 凑                         |
| 10 traits supplémentaires | 凒 凓 凔 凕 凖                   |
| 11 traits supplémentaires | 凗                               |
| 12 traits supplémentaires | 凘                               |
| 13 traits supplémentaires | 凙 凚 凛 凜                      |
| 14 traits supplémentaires | 凝 凞                            |
| 15 traits supplémentaires | 凟                               |